# Alena Piskun
Elena Piskun, née le 2 février 1978 à Minsk (RSS de Biélorussie), est une gymnaste artistique biélorusse. 

## Palmarès

### Championnats du monde
- Birmingham 1993
  -  médaille d'or au saut de cheval
- San Juan 1996
  -  médaille d'or aux barres asymétriques

### Championnats d'Europe
- Stockholm 1994
  -  médaille d'argent au saut de cheval
- Birmingham 1996
  -  médaille de bronze à la poutre

### Autres
- American Cup 1993 :
  -  3e au concours général
- American Cup 1994 :
  -  3e au concours général